# Conselho Internacional para a Exploração do Mar
O Conselho Internacional para a Exploração do Mar (CIEM) é um órgão consultivo regional de pesca. É a organização científica intergovernamental mais antiga do mundo. Foi criado em 22 de julho de 1902 e está sediado em Copenhaga, Dinamarca, onde o seu secretariado multinacional de 51 pessoas fornece apoio científico, administrativo e de secretariado à comunidade CIEM.

## Funções
O CIEM é um importante fórum científico multidisciplinar para o intercâmbio de informações e ideias sobre todos os aspectos das ciências marinhas referentes ao Atlântico Norte, incluindo o Mar Báltico e o Mar do Norte, e para a promoção e coordenação da investigação marinha pelos cientistas nos seus países-membros. As suas principais funções, desde a sua fundação até aos dias de hoje, são: (I) promover, incentivar, desenvolver e coordenar a investigação marinha, (II) publicar e divulgar os resultados de outra pesquisa, e (III) prestar serviços não tendenciosos e pareceres científicos não políticos aos governos dos países membros e comissões de regulamentação internacional.

## História
No final do século XIX, uma crescente preocupação com o bem-estar dos stocks pesqueiros no Mar do Norte, conjugada com esforços de diversos grupos de cientistas de países vizinhos para promover e incentivar a cooperação científica internacional na oceanografia, resultou na criação do CIEM, a 22 de julho 1902 em Copenhaga, por oito países: Dinamarca, Finlândia, Alemanha, Países Baixos, Noruega, Suécia, Rússia e Reino Unido. Contudo, a composição do Conselho oscilou ao longo dos anos, com a entrada/saída/regresso de países em diferentes momentos, resultante de guerras e decisões políticas.
Uma troca de cartas entre os oito países-membros originais foram suficientes para estabelecer o Conselho em 1902. Este tipo de situação continuou até o início dos anos 1960, quando este estatuto informal tornou-se inaceitável à luz da criação das Nações Unidas e os seus órgãos subsidiários, bem como outras organizações internacionais. Foram, então, dados os primeiros passos para obter o reconhecimento internacional do Conselho pelo país anfitrião, a Dinamarca. Numa conferência organizada em Copenhaga, a 7 de setembro de 1964, uma convenção formal foi assinada, tendo entrado em vigor a 22 de julho de 1968 após a sua ratificação pelos então 17 países-membros.
Atualmente o CIEM é constituído por 20 países-membros, incluindo os oito países fundadores, que são: Bélgica, Canadá, Estónia, Espanha, Estados Unidos, França, Islândia, Irlanda, Letónia, Lituânia, Polónia e Portugal. Tem também os institutos afiliados com o estatuto de observador: África do Sul, Austrália, Chile, Grécia e Peru. O estatuto de observador formal foi dado a duas organizações não governamentais: Fundo Mundial para a Natureza e BirdLife International.

## Estrutura
O principal órgão decisório e de formulação de políticas do ICES é o conselho. O conselho é composto por um presidente e dois delegados de cada uma das 20 nações-membro. Os delegados elegem o presidente, o primeiro vice-presidente e cinco vice-presidentes adicionais (todos para mandatos de três anos) para compor o bureau ou comitê executivo. O bureau é responsável por executar as decisões do conselho, preparar e convocar reuniões do conselho, formular orçamentos do conselho, nomear uma equipe de secretaria e executar outras tarefas atribuídas pelo conselho. Um comitê financeiro composto por cinco delegados supervisiona os assuntos fiscais do conselho. Os delegados também são responsáveis por nomear um secretário-geral, que atua como diretor executivo do conselho e é encarregado de gerenciar as instalações e a equipe da secretaria do conselho, finanças, reuniões, relatórios, publicações e comunicações.
O trabalho científico do conselho é realizado por vários comitês e grupos de trabalho. Durante a longa história do ICES, a estrutura do comitê e do grupo de trabalho mudou periodicamente para refletir as necessidades da época. Atualmente, há um comitê consultivo (ACOM) que fornece consultoria aos clientes sobre questões de pesca e ecossistema marinho, um Comitê Científico (SCICOM; formalmente o Comitê Consultivo conforme estabelecido na Convenção ICES) que supervisiona todos os aspectos do trabalho científico e grupos de direção que coordenam os mais de 100 grupos de especialistas que cobrem a maioria dos aspectos do ecossistema marinho que trabalham sob eles.
Um plano estratégico preparado recentemente se concentra na ciência que é ampla, relevante e perspicaz, e fornece consultoria rigorosa, confiável e objetiva. O plano identifica uma missão que exige 
1. estabelecer arranjos eficazes para fornecer consultoria científica;
2. informar as partes interessadas e o público de forma objetiva e eficaz sobre questões do ecossistema marinho;
3. coordenar e aprimorar pesquisas físicas, químicas, biológicas e interdisciplinares;
4. promover parcerias com outras organizações que compartilham um interesse comum;
5. desenvolver e manter bancos de dados marinhos acessíveis.

O plano estratégico aborda seis temas críticos: 
1. Ciência;
2. Colaboração;
3. Aconselhamento;
4. Dados;
5. Comunicação;
6. Suporte de serviço.

Um plano de ação especifica as atividades que serão realizadas nos próximos anos para atingir as metas. Ele explica como o ICES continuará a avançar o conhecimento científico e a melhorar o aconselhamento científico, enquanto as metas no plano estratégico dizem quais serão os objetivos gerais.

## Trabalho do ICES
O trabalho científico do ICES é feito por uma comunidade de mais de 1600 cientistas marinhos de institutos de pesquisa e universidades em países membros e afiliados, colaborando para reunir informações sobre o ecossistema marinho, preencher lacunas no conhecimento existente e desenvolver aconselhamento imparcial e apolítico para abordar os termos de referência desenvolvidos a cada ano pelos comitês consultivos e científicos na Conferência Científica Anual (ASC) do ICES, que dura uma semana. Os relatórios dos grupos de especialistas são apresentados nos ASCs e disponibilizados no site do ICES. Alguns grupos produzem relatórios especiais, como o “Relatório do ICES sobre o Clima Oceânico” ou o “Relatório de Status do Zooplâncton do ICES”, que são publicados na série de Relatórios de Pesquisa Cooperativa do ICES.
O ASC (anteriormente chamado de Reunião Estatutária), realizado todo ano em setembro, geralmente atrai de 500 a 700 cientistas de todo o mundo. O programa apresenta palestras plenárias de cientistas renomados, sessões temáticas de artigos contribuídos abordando tópicos multidisciplinares oportunos e sessões de pôsteres. Além disso, reuniões dos Comitês, Bureau e Conselho são realizadas para conduzir os negócios necessários da organização.
Durante o ano, reuniões de mais de 100 grupos de especialistas e workshops são realizadas na sede do ICES em Copenhague ou em locais em países membros (e ocasionalmente afiliados) para abordar os termos de referência desenvolvidos no ASC anterior.
Os simpósios são uma parte importante do programa de trabalho do ICES, principalmente porque eles promovem a ampliação da diversidade de cientistas que participam das atividades do ICES. O ICES aceita propostas para estimular simpósios sobre tópicos que são fundamentais para os componentes científicos do Plano Estratégico do ICES, incluindo (a) entender o funcionamento físico, químico e biológico dos ecossistemas marinhos, (b) entender e quantificar os impactos humanos nos ecossistemas marinhos, incluindo recursos marinhos vivos, e (c) avaliar opções para indústrias sustentáveis relacionadas ao meio marinho, particularmente pesca e maricultura. O ICES geralmente patrocina, ele mesmo ou em colaboração com outras organizações, pelo menos dois, e às vezes até sete ou oito, simpósios científicos em um ano civil.
O Programa de Reconhecimento do ICES homenageia indivíduos cujas contribuições melhoraram o ICES e a comunidade de cientistas associados a ele, avançaram a ciência marinha e/ou exemplificaram a aplicação objetiva das informações científicas do ICES às decisões sociais sobre o uso sustentável dos ecossistemas marinhos. O Programa consiste em quatro prêmios:
- O Prêmio de Realização Excepcional reconhece um desempenho sustentado e excepcional e uma contribuição excepcional de um membro da comunidade do ICES cuja carreira foi distinguida por um compromisso sustentado com a excelência em empreendimentos como ciência e pesquisa e liderança.
- O Prêmio Prix d’Excellence reconhece o mais alto nível de contribuição para a visão do ICES de “Uma comunidade científica internacional que seja relevante, responsiva, sólida e confiável, sobre ecossistemas marinhos e sua relação com a humanidade”.
- Os Prêmios de Mérito dão reconhecimento formal ao melhor artigo de pesquisa e pôster apresentados na Conferência Anual de Ciências e ao melhor cientista promissor que fizer uma apresentação na Conferência Anual de Ciências.
- Os Prêmios de Serviço reconhecem as conquistas e contribuições dos presidentes cessantes de grupos de especialistas, grupos científicos e consultivos, e organizadores de sessões temáticas da Conferência Científica Anual e simpósios do ICES que promovem os objetivos do ICES.

## Conselho
O conselho delegou sua autoridade consultiva ao comitê consultivo (ACOM), que projeta estratégias e processos para a preparação de conselhos, gerencia os processos consultivos e cria e fornece conselhos, sujeito à direção do conselho. O ACOM trabalha com base em análises científicas preparadas nos grupos de especialistas do ICES, e o processo consultivo inclui revisão por pares das análises antes que elas possam ser usadas como base para conselhos. O ACOM tem um membro de cada nação membro sob a direção de um presidente independente do ACOM e quatro vice-presidentes nomeados pelo conselho.
Conselhos científicos imparciais são fornecidos aos governos das nações membros e comissões regulatórias internacionais em apoio à gestão e conservação de recursos e ecossistemas costeiros e oceânicos. Conselhos sobre a gestão de mais de 160 estoques separados de peixes e crustáceos são fornecidos à Comissão de Pesca do Atlântico Nordeste (NEAFC), à Organização de Conservação do Salmão do Atlântico Norte (NASCO), e à Comissão Europeia (CE). Conselhos e informações científicas sobre impactos antropogênicos no ambiente marinho são fornecidos à Comissão para a Proteção do Ambiente Marinho do Atlântico Nordeste (OSPAR), à Comissão Europeia (CE) e à Comissão de Proteção do Ambiente Marinho do Báltico (HELCOM).

## Dados
Cientistas trabalhando através do ICES reúnem informações sobre o ecossistema marinho. Os dados deste trabalho são mantidos no ICES Data Center, um departamento multidisciplinar com experiência em pesca, oceanografia e ambiente marinho. Os acervos do Data Center incluem alguns dos maiores bancos de dados do mundo sobre esses assuntos. O Data Center é composto por gerentes de dados e programadores que gerenciam os envios de dados e diretrizes e desenvolvem ferramentas e produtos para facilitar o uso dos dados por usuários finais, desde cientistas até formuladores de políticas. Além disso, o ICES Data Center atua como o Marine Data Center para a convenção marinha regional no Atlântico Nordeste (OSPAR) e no Mar Báltico (HELCOM) 
Na década de 1970, um sistema de notação de área conhecido como ICES Statistical Rectangles foi desenvolvido para análise e visualização simplificadas de dados marinhos sobre a região do Atlântico Nordeste. Os retângulos componentes medem 1 grau de longitude por 0,5 grau de latitude e devem ser aproximadamente quadrados em latitudes temperadas, aproximadamente 30 milhas náuticas por 30 milhas náuticas (55×55 km) a 60°N. Mais recentemente, algumas aplicações do ICES, como o "FishFrame", e relatórios selecionados do ICES usaram quadrados C de 0,5×0,5 graus (parte de um sistema global totalmente hierárquico projetado para um propósito semelhante) para atividades equivalentes, 2 quadrados c (nessa resolução) ocupando exatamente o mesmo espaço que um único retângulo ICES.

## Lista de presidentes

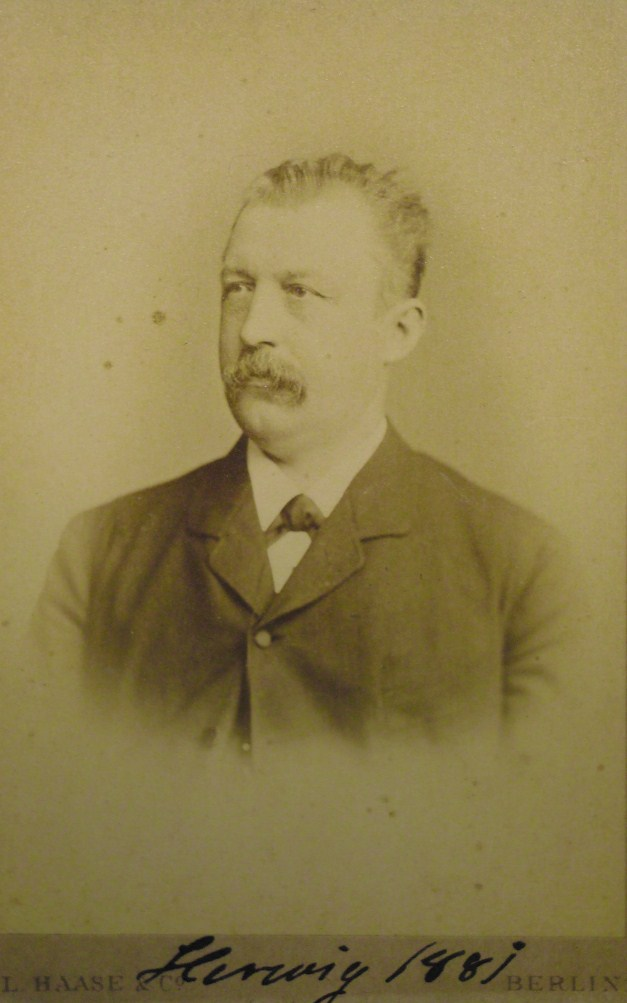
Dr Walther Herwig

- Dr Walther Herwig, Alemanha (1902–1908)
- Mr W.E. Archer, Reino Unido (1908–1912)
- Mr F. Rose, Alemanha (1912–1915)
- Prof. Otto Pettersson, Suécia (1915–1920)
- Mr Henry G. Maurice, Reino Unido (1920–1938)
- Prof. Johan Hjort, Noruega (1938–1948)
- Dr K.A. Andersson, Suécia (1948–1952)
- Mr A.T.A. Dobson, Reino Unido (1952–1955)
- Prof. H.U. Sverdrup, Noruega (1955–1957)
- Dr Å. Vedel Tåning, Dinamarca (1957–1958)
- Dr J. Furnestin, França (1958–1963)
- Dr J. Hult, Suécia (1963–1966)
- Dr A.E.J. Went, Irlanda (1966–1969)
- Prof. W. Cieglewicz, Polónia (1969–1972)
- M R. Letaconnoux, França (1972–1975)
- Prof. G. Nikolsky, URSS (1975–1976)
- Mr B.B. Parrish, Reino Unido (1976–1979)
- Prof. Gotthilf Hempel, República Federal da Alemanha (1979–1982)
- Prof. W.S. Wooster, Estados Unidos (1982–1985)
- Mr O.J. Østvedt, Noruega (1985–1988)
- Mr Jakob Jakobsson, Islândia (1988–1991)
- Mr D. de G. Griffith, Irlanda (1991–1994)
- M A. Maucorps, França (1994–1997)
- Dr L. Scott Parsons, Canadá (1997–2000)
- Prof. Pentti Mälkki, Finlândia (2000–2003)
- Dr M.P. Sissenwine, Estados Unidos (2003–2006)
- Dr Joe Horwood, Reino Unido (2006–2009)
- Dr. Michael Sinclair, Canadá (2009–2012)
- Paul Connolly, Irlanda (2012–2015)
- Cornelius Hammer, Alemanha (2015–)